# شامرین
شامرین (به مجاری: Somorja) یک شهرک در اسلواکی با جمعیت ۱۲٬۴۸۱ نفر است که در Dunajská Streda District واقع شده‌است.